# 周罗睺
周罗睺（542年—605年），字公布，南陈、隋朝将领。九江浔阳人（今江西省九江市）人。

## 經歷
开始是南陈的军人，以战功授为开远将军、句容县令，升光远将军、钟离太守，进封始安县侯、太仆卿、豫章内史。后来跟随大将军吴明彻，与北齐军队在江阳作战，被流矢射中左目，因他勇冠三军，官至散骑常侍。隋朝晉王杨广南征，他都督巴峡缘江诸军事。陈后主投降，周罗睺大哭三日，才归降隋朝，历任豳州和泾州刺史。开皇十八年，隋文帝发起辽东战争，授他统帅水军，攻打高句丽。杨广成为太子后，他为东宫右虞侯率和右卫率，赐爵义宁郡公。隋炀帝即位，命他为杨素的副手，讨伐汉王杨谅。在征剿杨谅晋、绛等三州的馀党时，被流矢射中，大业元年（605年）四月在京师病逝，年六十四岁，赠柱国，右翊卫大将军，谥号壮。
周罗睺死后，同年七月其子周仲隐梦见罗睺曰：“我明日当战。”其灵位周围的所有弓箭刀剑，无故自动，若有人拿着它们的样子，而当天即传来绛州城被攻破的消息。

## 家世
- 父亲：，南朝梁冠武将军、南康郡内史、临蒸县开国公，食邑二千户。
- 子：周仲安，官至上开府。
- 子：周仲隐，字孟修，大业八年授房陵郡东曹掾，武德四年，授柱国、平州刺史，迁蓬州刺史，授大将军、平舆县开国公，食邑一千户。贞观六年，改授浦州诸军事、浦州刺史。十一年，迁雅州诸军事、雅州刺史，进爵上护军。二十一年，改授使持节唐州诸军事、唐州刺史。贞观二十三年正月二十日薨于官舍，春秋六十九。娶陈丰州刺史建宁侯睪奏之女。
- 孙：周孝祖，字孟坚，万州武宁县令。以开元八年八月十八日，春秋八十七，遘疾终于所居之寝。其年十一月廿五日权殡於洛阳城东原。夫人长城陈氏，陈后主之曾孙，吴王蕃之孙，口口州司法真之子。以延和元年四月八日，终于私第，春秋七十二。长子义礼，朔州录事参军；次子义则，汝州梁县令；次子涣，易州易县丞，不幸即亡。第四子义玄，衢州盈川县尉。
- 孙：周续祖，仲隐第二子。

## 延伸阅读
[在维基数据编辑]
 《北史·卷076》，出自李延壽《北史》
 《隋書·卷65》，出自魏徵《隋书》